# Parailia congica
Parailia congica es una especie de peces de la familia Schilbeidae en el orden de los Siluriformes.

## Morfología
• Los machos pueden llegar alcanzar los 10 cm de longitud total.

## Reproducción
Es ovíparo y los huevos no son protegidos por los padres.

## Alimentación
Come principalmente insectos terrestres pequeños y acuáticos.

## Hábitat
Es un pez de agua dulce y de clima tropical (23 °C-26 °C).

## Distribución geográfica
Se encuentran en África:  cuenca del río Congo.